# Зорге (станция МЦК)
Зо́рге — остановочный пункт на Малом кольце Московской железной дороги, станция маршрута городского поезда — Московского центрального кольца. Названа по улице Зорге.
Связана наземным переходом со станцией метро  Октябрьское Поле, которая находится в 800 метрах к северо-западу от станции.

## Расположение
Находится на границе района Хорошёво-Мнёвники (СЗАО) и Хорошёвского района (САО). Выходы со станции — к 3-й Хорошёвской улице, улицам Зорге, Берзарина и Маршала Бирюзова. К востоку от станции расположен стадион «ВЭБ Арена», между ним и станцией планируется организовать пешеходную зону.

## Пассажиропоток
Из 31 станции МЦК Зорге занимает 27-е место по популярности. В 2017 году средний пассажиропоток по входу и выходу составил 6 тыс. чел. в день и 169 тыс. чел. в месяц. Согласно проекту, пассажиропоток станции должен был составить около 3,3 тысячи человек в час-пик.

## История
Недалеко от расположения платформы Зорге ранее располагался полустанок Военное Поле, последние постройки которого были снесены к 2000-м годам.
Весной 2016 года на строительстве платформы и ТПУ «Зорге» ежедневно работало до 160 человек и около 15 единиц техники. Для строительства платформы и ТПУ снесено около 900 гаражей.
Станция открылась для входа и выхода пассажиров 4 ноября 2016 года в 5:30. Пешеходный мост станции «Зорге» стал самым длинным на МЦК — почти 200 м. Он соединил 3-ю Хорошёвскую улицу и улицу Зорге.

## Перспективы
Рядом с платформой построены подъездные дороги и отстойно-разворотные площадки для наземного общественного транспорта. Около станции также планируется построить жилой комплекс площадью около 120 тыс. м² и подземный паркинг на 957 машино-мест.
| - Проект ТПУ «Зорге» |

## Наземный общественный транспорт
На этой станции можно пересесть на следующие маршруты городского пассажирского транспорта:
- Автобусы: 318, с339, 597